# Suédois d'Estonie
 (février 2025).
Si vous disposez d'ouvrages ou d'articles de référence ou si vous connaissez des sites web de qualité traitant du thème abordé ici, merci de compléter l'article en donnant les références utiles à sa vérifiabilité et en les liant à la section « Notes et références ».

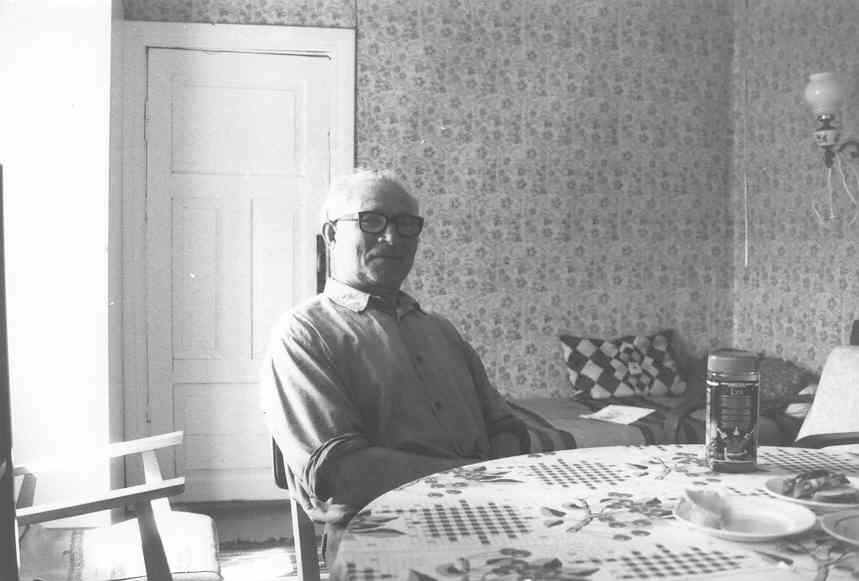
Oskar Friberg, Suédois d'Estonie, dans l'archipel estonien sur l'ile d'Ormsö, à la fin de l'été 1993.

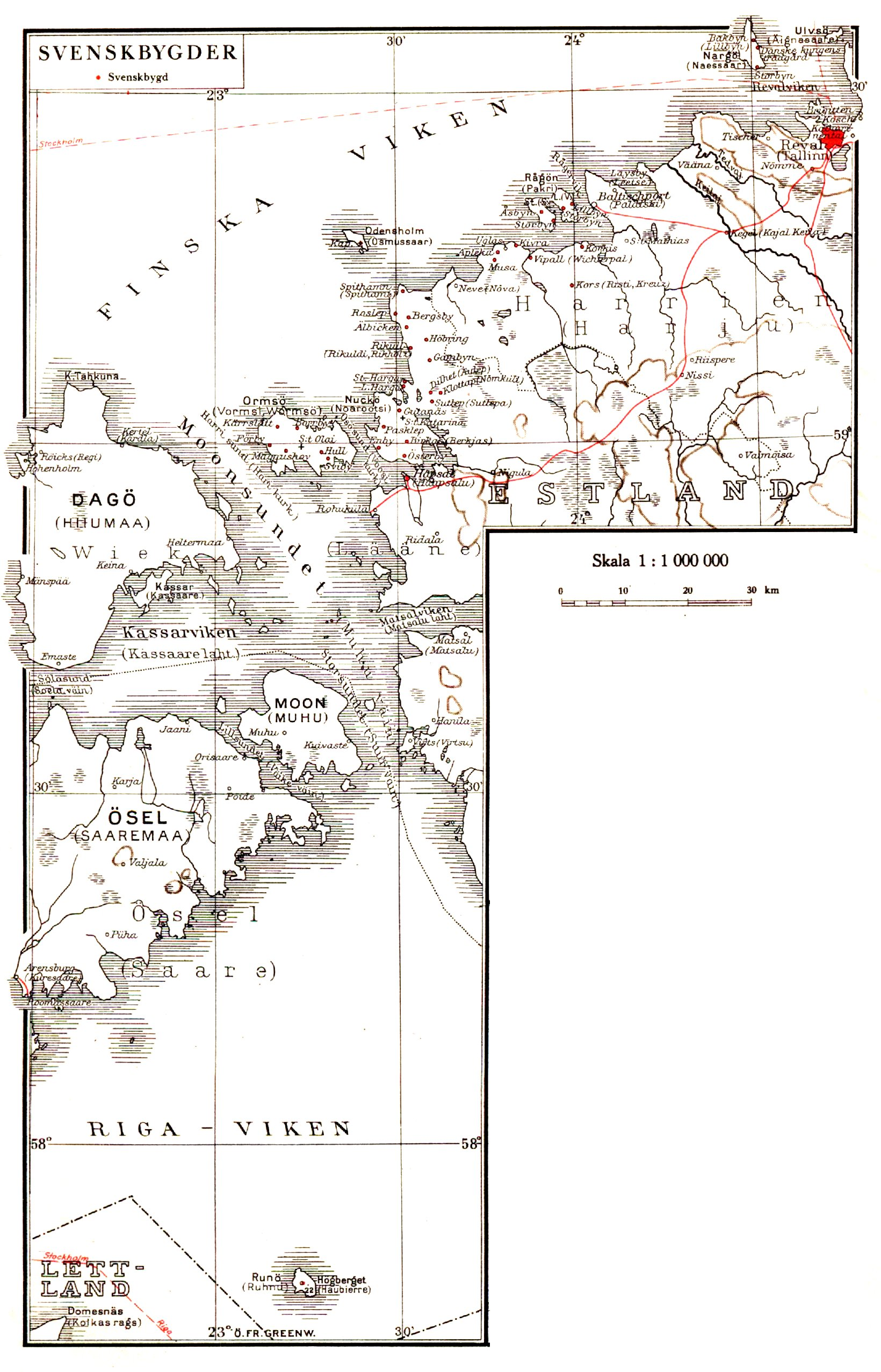
Carte de 1930 montrant les installations suédoises en Estonie (villages marqués d'un point rouge.

Les Suédois d'Estonie (en suédois : estlandssvenskar) sont les populations de langue suédoise installées en Estonie, notamment pendant la période de colonisation du pays par la Suède (de 1561 à 1721). Leur dialecte est menacé de disparition.
Comme du côté finlandais, ils résidaient principalement dans les îles du Golfe de Riga (notamment Hiiumaa, Ruhnu, Naissaar et Vormsi) et sur la côte ouest et nord du pays :
En 1781, sous Catherine II de Russie, les suédophones de Hiiumaa ont quitté (avec la promesse de terres fertiles) leur île pour rejoindre le village de Gammalsvenskby, en Ukraine libérée récemment de l'occupation ottomane. Sur les 1 000 personnes qui avaient commencé le voyage, il n'en restait que 135 en 1783.
En 1922, 7 850 d'entre eux furent recensés, représentant 0,7 % de la population de l'Estonie et constituant le 3e groupe linguistique du pays avant la Seconde Guerre mondiale (après l'estonien et le russe). Certains lieux étaient pratiquement exclusivement peuplés de populations suédophones. Lors du recensement de 1934, 2 425 des 2 547 habitants de Vormsi sont Suédois. Ce pourcentage dépasse également 95 % sur les îles d'Osmussaar, Naissaar et Ruhnu.
Il existait également une communauté suédoise (continentale) à Noarootsi dans le comté de Laane (1934 : 64 % des 4 388 habitants soit 2 697 habitants).
L'arrivée de la guerre aura des conséquences dramatiques pour cette population. Tout d'abord, dès 1939, à la suite de l'invasion de l'Estonie par l'URSS, plusieurs îles sont transformées en bases militaires et leurs occupants chassés. Enfin, en 1944, la plupart d'entre eux fuient en Suède avant la nouvelle occupation de l'Estonie par les armées soviétiques.
La minorité cesse d'exister en tant que groupe cohérent sur le sol estonien. En 1989, il ne reste plus que 297 personnes de langue maternelle suédoise en Estonie, même si des liens subsistent entre les groupes d'évacués établis en Suède.

## Culture
Les Suédois estoniens étaient quasiment tous luthériens et parlaient plusieurs dialectes suédois qui, en raison de leur isolement géographique, étaient archaïques (suédois sans apports linguistiques étrangers).
Les suédophones établis à Gammalsvenskby parlent encore un de ces dialectes mais il est en voie d'extinction.
À l'inverse, à Noarootsi, le suédois est enseigné (il reste 50 à 200 Suédois sur 900 habitants).
Aujourd'hui, 300 à 400 personnes étudient le suédois comme langue secondaire en Estonie, les noms des villages historiquement suédophones sont bilingues et il existe un musée de la culture suédoise créé en 1992.